# آلبرت اشپر
برتولد کنراد هرمان آلبرت اشپِر (آلمانی: Berthold Konrad Hermann Albert Speer; تلفظ [ˈʃpe:ɐ̯] ()؛ ۱۹ مارس ۱۹۰۵ – ۱ سپتامبر ۱۹۸۱) معمار آلمانی و وزیر تسلیحات و تولید نظامی رایش سوم در بخشی از جنگ جهانی دوم بود. او پیش از تصدی وزارت، معمار ارشد آدولف هیتلر بود.
اشپر در سال ۱۹۳۱ به حزب ملی سوسیالیست کارگران آلمان پیوست که به مدت چهارده سال او را درگیر امور سیاسی کرد. مهارت‌هایش در معماری او را به طرزی فزاینده در حزب سرشناس کرد و او یکی از اعضای حلقهٔ مرکزی حکومت نازی شد. آدولف هیتلر به او دستور داد تا بناهایی چون کاخ صدارت عظمای رایش و استادیوم تسپلینفلد در نورنبرگ را طراحی کند و بسازد. استادیوم تسپلینفلد جایی بود که رژه‌های حزب در آن برگزار می‌شد. او طرح‌هایی در مقیاس بزرگ هم برای بازسازی برلین با ساختمان‌های عظیم، بلوارهای پهن و یک سیستم ترابری درون‌شهری جدید آماده کرد.
وی در سال ۱۹۴۲ به عنوان وزیر تسلیحات آلمان نازی برگزیده شد. او موفق شد تولیدات جنگی آلمان را با وجود بمباران‌های مخرب و عظیم متفقین افزایش دهد. پس از پیروزی متفقین در جنگ جهانی دوم، اشپر اسیر و در دادگاه نورنبرگ محاکمه شد. بنا بر مستند نازی‌هایی که گفتند متأسفیم، وی مسؤولیت اعمالش را در زمان فعالیت در حکومت آلمان پذیرفت. میزان درگیر بودن او در آزار یهودیان و سطح اطلاعات او از هولوکاست مورد مناقشه است. او پس از جنگ و در دادگاه نورنبرگ، به خاطر نقشش در حکومت رایش و خصوصاً برای استفاده از کار اجباری از مردم کشورهای تحت اشغال، به ۲۰ سال زندان محکوم شد. او بیشتر مدت محکومیت خود را در زندان اشپانداو در برلین غربی گذراند.
اشپر در پی رهایی از اشپانداو، دو خودزندگی‌نامه پرفروش با نام‌های درون رایش سوم و اشپانداو:خاطرات محرمانه منتشر کرد و رابطهٔ اغلب نزدیکش با هیتلر را تشریح کرد و به خوانندگان و مورخان ابعاد جدیدی از حکومت رایش را شناساند. او بعدها کتاب سومش نفوذ را دربارهٔ اس‌اس نوشت. او در ۱۹۸۱ در حین بازدید از لندن درگذشت.

## سال‌های اولیه
آلبرت اشپر ظهر روز یکشنبه ۱۹ مارس سال ۱۹۰۵ در مانهایم و در خانواده‌ای از طبقه مرفه متولد شد. او یکی از سه پسر والدینش بود. پدرش یک معمار پرکار بود. به گفته خود اشپر، با وجود تلاش زیاد والدین جهت فراهم ساختن یک زندگی شاد برای کودکان، موقعیت و التزامات اجتماعی این امکان را به آن‌ها نمی‌داد و شرایط پدید آمده «مصنوعی و رنج‌آور» بود. این مسئله در کنار مشکلات سلامتی، فشار روانی زیادی به او وارد می‌آمد. به هر صورت اشپر این شرایط را منجر به توانمندی او در برخورد با سختی‌های آینده می‌داند. دوره ابتدایی را در یک مدرسه خصوصی مجلل گذراند. این مدرسه ورزش راگبی را ترویج می‌کرد که در آلمان معمول نبود و اشپر در آن شرکت می‌کرد؛ ولی ورزش‌های مورد علاقه وی، اسکی و کوهنوردی بود.
در جریان جنگ جهانی اول، سختی‌های پدید آمده در آلمان از جمله کمبود غذا، با وجود تمکن مالی، خانواده اشپر را نیز متأثر کرد؛ به وجهی که گاهی از شدت گرسنگی وادار به خوردن «بیسکوئیت‌هایی به سختی سنگ» می‌شد. اشپر گاهی، در همبستگی با سربازان خط مقدم، شب‌ها را در کنار تخت خواب خود، بر روی زمین سفت می‌خوابید. در اثر این شرایط، خانواده تابستان سال ۱۹۱۸ به خانه‌ای تابستانی با زمین‌هایی برای پرورش محصولات کشاورزی در حومه هایدلبرگ به دور مناطق جنگی نقل مکان کرد.
دوره دبیرستان را در یک مدرسه دولتی در میان آنچه «هم‌شاگردی‌های پر سر و صدا» توصیف کرده است، به زعم خود با سختی تحصیل نمود. او علاقه همسالانش به الکل، دخانیات و حتی رقص را با مناعت رد می‌کرد. در عوض، با ارتقا شرایط جسمانی‌اش، سال ۱۹۱۹ وارد یک باشگاه قایق‌رانی شد و به سکان‌گیر یک قایق بدل گشت. با توجه به تعلق داشتن به خانواده‌ای بورژوازی و محافظه‌کار، اشپر بری از جریان‌های انقلابی و دموکراسی‌خواه دهه ۱۹۲۰ باقی ماند و از بحث‌های سیاسی اجتناب می‌کرد. با داشتن مهارت در ریاضیات در سال‌های مدرسه، ابتدا قصد داشت در این رشته ادامه تحصیل دهد اما به توصیه و مشورت پدرش، تصمیم گرفت همانند او و پدربزرگش، معمار شود. آلبرت نخستین اثر خود در این زمینه را در سن ۱۲ سالگی در دفتر کار پدرش به عنوان هدیه تولد او خلق کرده بود. در پی تورم در جمهوری وایمار آلبرت ناچار شد، به مؤسسه فناوری کارلسروهه برود و یک ترم در آن‌جا در رشته معماری مشغول به تحصیل شود. در پی فروکش کردن بحران اقتصادی، اشپر بهار سال ۱۹۲۴ خود را به دانشگاه فنی مونیخ منتقل کرد که از معتبرترین مراکز آموزش عالی آلمان به حساب می‌آمد. سال ۱۹۲۵ دوباره انتقالی گرفت و این بار به دانشگاه فنی برلین رفت و تحت نظارت هاینریش تسنو، که بسیار مورد تحسین اشپر بود، مشغول به ادامه تحصیل شد. اشپر سال ۱۹۲۷ پس از موفقیت در امتحانات، دستیار تسنو شد که برای یک فرد ۲۲ ساله افتخار بزرگی بود. اشپر در این مقام، برخی از کلاس‌های تسنو تدریس می‌کرد و به تحصیلات تکمیلی خود در مقطع دکترا نیز ادامه می‌داد. اشپر در مونشن و برلین دوستی نزدیکی را با رودلف ولترس که او هم نزد تسنو تحصیل می‌کرد، آغاز نمود که این دوستی بیش از ۵۰ سال ادامه یافت.
اشپر میانه سال ۱۹۲۲، در شانزده سالگی عاشق مارگارته وبر شد. این رابطه موجب ناخرسندی مادر اشپر گردید که نسبت به طبقه اجتماعی حساس بود و احساس می‌کرد وبرها از لحاظ طبقه اجتماعی پایین‌ترند. آن دو با وجود این مخالفت، روز ۲۸ اوت سال ۱۹۲۸ بدون حضور والدین اشپر ازدواج کردند؛ هفت سال گذشت تا خانواده شوهر مارگارته اشپر از او دعوت کردند در خانه‌شان اقامت کند.

## معمار ناسیونال‌سوسیالیست

### پیوستن به ناسیونال‌سوسیالیست‌ها

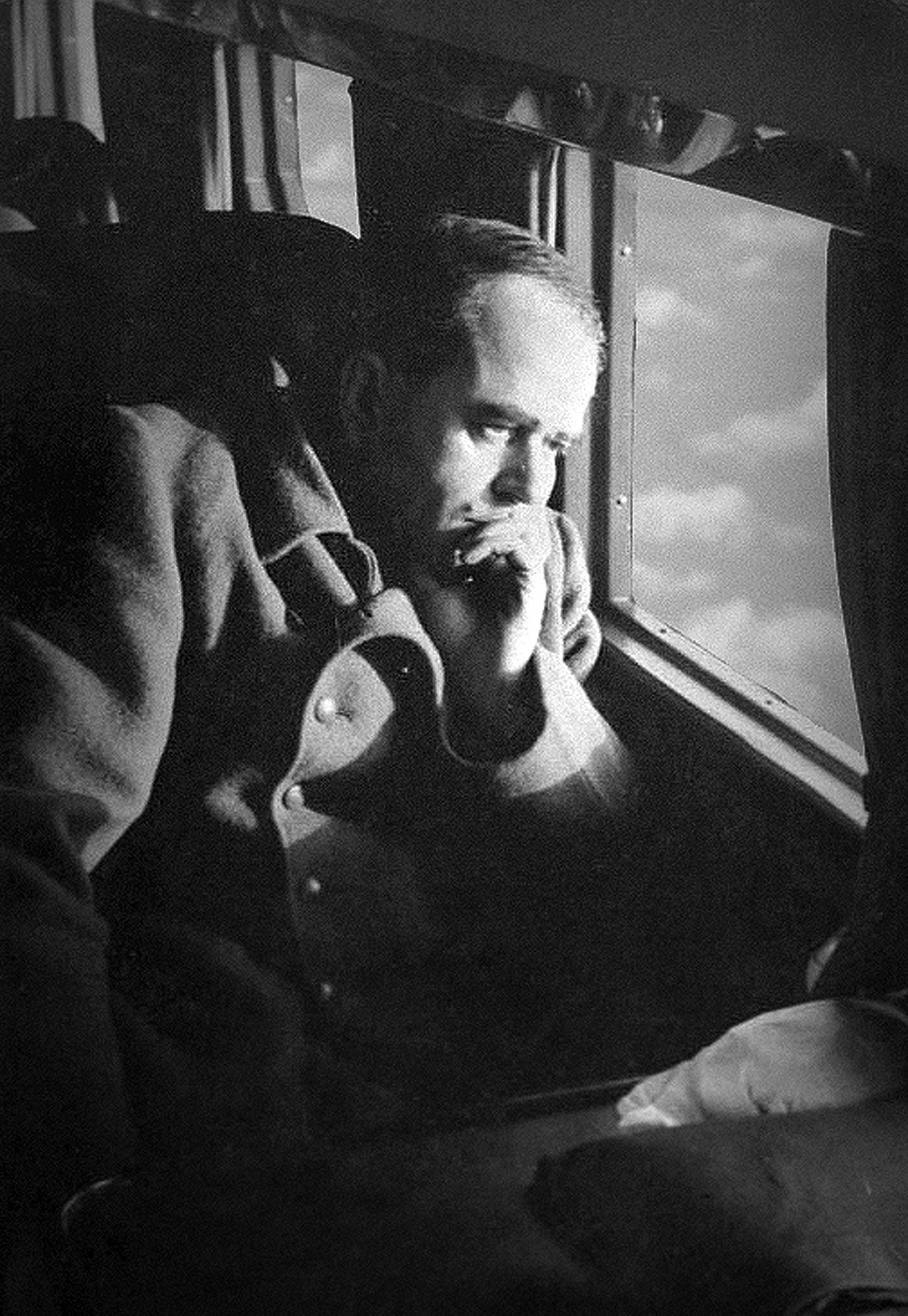
اشپر در ۱۹۴۳

اشپر در جوانی در سال ۱۹۳۱ به اصرار تنی چند از دانشجویانش در رژه ناسیونال‌سوسیالیستها در برلین شرکت کرد. به گفته خودش در آن هنگام شخصی سیاسی نبود. او از اینکه می‌دید هیتلر، رهبر حزب، به جای یونیفرم قهوه‌ای دیده شده در پوسترهای حزب ناسیونال سوسیالیست، یک کت تمیز آبی پوشیده، متعجب گشته و تحت تأثیر شخصیت وی قرار گرفت. چند هفته بعد، او در رژه دیگری به رهبری یوزف گوبلس شرکت کرد. با وجود آنکه شیوه گوبلس در تهییج جمعیت عضو حزب مورد پسند اشپر نبود، ولی در تصمیم اشپر در پیوستنش به حزب خللی وارد نکرد. وی در تاریخ ۱ مارس سال ۱۹۳۱ برای عضویت در حزب ناسیونال سوسیالیست تقاضا کرد و عضو شماره ۴۷۴٬۴۸۱ حزب شد.
اولین سمت حزبی اشپر، ریاست انجمن رانندگان حزب برای حومه وانزه برلین بود؛ او تنها ناسیونال سوسیالیست شهر بود که ماشین داشت. اشپر گزارش فعالیت‌هایش را به کارل هانکه، رهبر حزب که در ویلایی در منتهی‌الیه غربی برلین مستقر بود، ارائه می‌داد.
در ۱۹۳۱، اشپر به دلیل قطع پرداخت دستمزدهایش، موقعیت خود را به عنوان دستیار تسنو رها کرد و به امید استفاده از ارتباطات پدرش به مانهایم رفت تا شغلی بگیرد. او چندان موفق نبود و پدرش شغل مدیریت املاکش را به او داد. در ژوئیه ۱۹۳۲، او برای کمک به حزب پیش از انتخابات رایشستاگ (پارلمان آلمان)، از برلین بازدید کرد. در حین حضورش در برلین، هانکه معمار جوان را به گوبلس سفارش کرد تا به نوسازی مقر حزب در برلین کمک کند. اشپر که در شرف رفتن به پروس شرقی با همسرش برای تعطیلات بود و بلیط خود را نیز تهیه بود، موافقت کرد که مشغول به کار شود. اشپر پس از پایان مأموریت، به مانهایم بازگشت و تا هنگام رسیدن هیتلر به مقام صدراعظم در ژانویه ۱۹۳۳ در آنجا ماند.
هانکه پس از این که ناسیونال‌سوسیالیست‌ها قدرت را در دست گرفتند، اشپر را به برلین فراخواند. گوبلس، وزیر جدید روشنگری، به اشپر مأموریت داد وزارتخانه او را در ویلهمپلاتس نوسازی کند. اشپر برای رژه‌ای که برای یادبود روز کارگر، در اول مه ۱۹۳۳ در برلین برگزار شد، یادبودی طراحی کرد. او در کتاب درون رایش سوم نوشته است که با دیدن طرح اولیه رژه برلین بر میز هانکه، گفت که اینجا باید شبیه یک شوتسنفست -جلسه یک باشگاه تیراندازی- باشد. هانکه که حالا دیگر معاون گوبلس شده بود، از او خواست طرح بهتری ارائه کند. آن طور که اشپر بعدها فهمید، هیتلر به طرح اشپر (که از پرچم‌های عظیم استفاده می‌کرد) علاقه داشت، گرچه گوبلس اهمیت زیادی به آن نمی‌داد و تنسو در واکنش به این طرح به اشپر گفت: «فکر می‌کنی چیزی خلق کرده‌ای؟ این ظاهرنماست. فقط همین.»

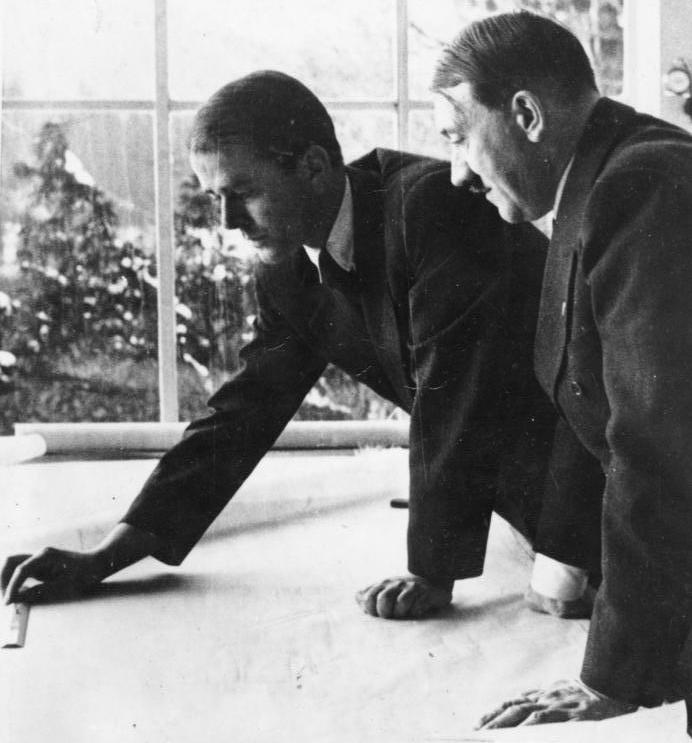
اشپر در حال بازبینی نقشه‌ها با هیتلر در اقامتگاه برگهوف، ۱۹۳۸

سازمان‌دهندگان رژه نورنبرگ حزب ناسیونال سوسیالیست از اشپر خواستند طرح‌هایی برای رژه ارائه کند و این اولین تماس نزدیک اشپر با هیتلر بود. نه سازمان‌دهندگان و نه رودلف هس، دستیار ارشد هیتلر، طرح‌ها را تأیید نکردند و به ناچار، رودلف هس، اشپر را به آپارتمان هیتلر در مونیخ فرستاد تا رضایتش را جلب کند. وقتی اشپر رسید، صدراعظم جدید مشغول تمیزکردن یک تپانچه بود، که آن را لَختی به کناری نهاد تا نگاهی کوتاه و رضایتمندانه به طرح‌ها بیندازد و بی‌آنکه حتی نگاهی به معمار جوان بکند تأییدشان کرد. این کار، اولین مقام ملی در حزب ناسیونال سوسیالیست را با عنوان «کمیسر نمایش هنرمندانه و فنی رژه‌ها و راهپیمایی‌های حزب» برای اشپر به ارمغان آورد.
مسئولیت عمده بعدی اشپر، رابط تبادلات ساختمانی برلین برای نوسازی مقر صدارت عظمی به دست پاول تروست بود. هیتلر هر روز می‌آمد تا اشپر و ناظر ساختمان در خصوص پیشرفت بازسازی‌ها او را در جریان بگذارند. بعد از یکی از این جلسات، هیتلر اشپر را به نهار دعوت کرد که باعث هیجان بسیار وی شد. هیتلر در جریان نهار به اشپر علاقه بسیاری نشان داد و بعداً به او گفت که او دنبال معمار جوانی می‌گشته که بتواند رؤیاهای ساختمان‌سازی او را برای آلمان جدید تحقق ببخشد. اشپر سریعاً بخشی از حلقه درونی اطرافیان هیتلر شد؛ از او انتظار می‌رفت صبح‌ها برای پیاده‌روی یا گفتگو با هیتلر تماس بگیرد، در خصوص مسائل معماری به او مشاوره بدهد و دربارهٔ ایده‌های هیتلر بحث کند. او بیشتر شب‌ها برای شام دعوت می‌شد. هیتلر از اشپر با عنوان «روح خویشاوندی» یاد کرد که همیشه «گرم‌ترین احساسات انسانی» را نسبت به او داشته است. این ترفیع سریع و نزدیکی به هیتلر، که سیلی از مأموریت‌های دولتی و دیگر رتبه‌های عالی حزب را برایش تضمین می‌کرد، معمار جوان جاه‌طلب را متحیر می‌کرد. اشپر در نورنبرگ شهادت داد: «من به حلقه‌ای تعلق داشتم که از دیگر هنرمندان و کارکنان شخصی تشکیل می‌شد. اگر هیتلر اصلاً دوستانی می‌داشت، من مطمئناً یکی از دوستان نزدیک او می‌بودم».

### معمار ارشد رایش سوم (۱۹۳۴–۱۹۳۹)

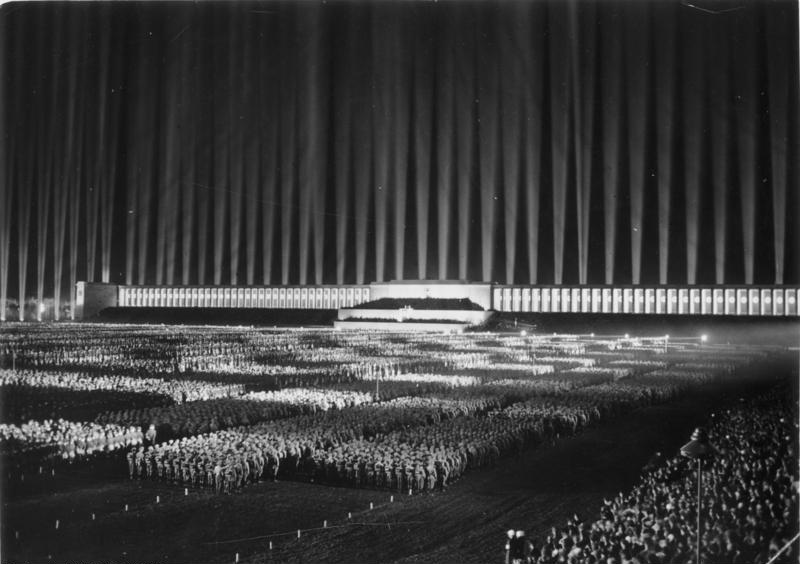
کلیسای جامع نور بر فراز محل رژه حزب ناسیونال سوسیالیست

اشپر در پی مرگ پاول تروست در ۲۱ ژانویه ۱۹۳۴ جای او را به عنوان سرمعمار حزب گرفت. اشپیر توسط هیتلر به ریاست اداره ساخت و ساز منصوب شد که در نتیجه وی را به‌طور نامی در زمره کارکنان رودلف هس قرار می‌داد.
یکی از اولین مأموریت‌های اشپر پس از مرگ تروست، ساخت استادیوم تسپلینفلد در نورنبرگ بود؛ محل رژه‌های حزب ناسیونال سوسیالیست که در فیلم مستند شاهکار پروپاگاندایی لنی ریفنشتال، پیروزی اراده نیز به تصویر کشیده می‌شود. این بنای عظیم گنجایش ۳۴۰٬۰۰۰ نفر را داشت. تریبون آن از محراب پرگاموم در آناتولی تأثیر پذیرفته بود ولی به مقیاس عظیمی بزرگ شده بود. اشپر اصرار داشت که تا حد امکان، رخدادها در شب برگزار شوند تا هم عظمت بیشتری به جلوه‌های نورپردازی بدهد و هم ناسیونال سوسیالیست‌ها را که خیلی‌هایشان اضافه وزن داشتند پنهان کند. اشپر ۱۳۰ چراغ ضدهوایی را دور جایگاه قرار داد که این باعث جلوه یافتن کلیسای جامع نور شد؛ یا آنطور که سر نویل هندرسن سفیر بریتانیا توصیف کرده بود: «کلیسای جامعی از یخ». اشپر این را زیباترین اثرش و تنها اثرش توصیف کرد که مدت‌ها محبوب بود.
نورنبرگ قرار بود جایگاهی برای بسیاری از ساختمان‌های رسمی‌تر ناسیونال سوسیالیستی باشد که بیشترشان هیچگاه ساخته نشدند؛ مثلاً دویچس اشتادیون قرار بود ۴۰۰٬۰۰۰ نفره باشد، در حالی که یک محل رژه بزرگ‌تر قرار بود بیش از یک میلیون ناسیونال سوسیالیست را در خود جای بدهد. اشپر در حین برنامه‌ریزی این ساختارها، مفهوم «ارزش خرابه» را ابداع کرد: اینکه ساختمان‌های مهم باید به نحوی ساخته شوند که در آینده به مدت هزاران سال خرابه‌هایی زیبا داشته باشند. چنین خرابه‌هایی همچون شاهدانی بر عظمت رایش سوم خواهند بود، چنان‌که خرابه‌های یونان یا روم باستان، نمادهایی از عظمت آن تمدن‌ها هستند.
اشپر شاهد افراط حکومت ناسیونال سوسیالیستی در بی‌رحمی بود. هیتلر کمی پس از این که در شب دشنه‌های بلند با حذف مخالفان و رقبای سیاسی قدرت خود را تثبیت کرد، به اشپر دستور داد به همراه کارگران به دفتر معاون صدراعظم فرانتس فن پاپن برود تا آن را گرچه هنوز افرادی در آن مشغول به کار بودند، به مقری امنیتی تبدیل کند. اشپر و گروهش وارد ساختمان شدند و با استخری از خون مواجه شدند که علی‌الظاهر ناشی از کشته شدن هربرت فن بوزه، منشی پاپن، در آنجا بود. اشپر گفت این صحنه جز آنکه باعث شود اتاق را ترک کند اثر دیگری بر او نداشت.
اشپر پاویون آلمان را در نمایشگاه بینالمللی ۱۹۳۷ در پاریس طراحی کرد. محل پاویون‌های آلمان و شوروی در مقابل یکدیگر بود. پس از فهمیدن اینکه طرح‌های شوروی شامل دو چهره غول‌آسا است که به نظر می‌رسید در حال تجاوز کردن به غرفه آلمان‌ها هستند، اشپر طرحش را اصلاح کرد و جسمی مکعبی را ساخت که در بالایش عقابی عظیم قرار داشت که به چهره‌های نماد حاضر در غرفه کشور شوروی می‌نگریست و جلوی پیشروی آن‌ها را می‌گرفت. به هر دو پاویون بابت طراحیشان مدال طلا داده شد. اشپر از بالدور فن شیراخ، رهبر جوانان هیتلری - که بعدها پس از اسارت به دست متفقین در اشپانداو هم‌زندانی او شد - هم نشان افتخار طلایی جوانان هیتلری با برگ‌های بلوط را دریافت کرد.

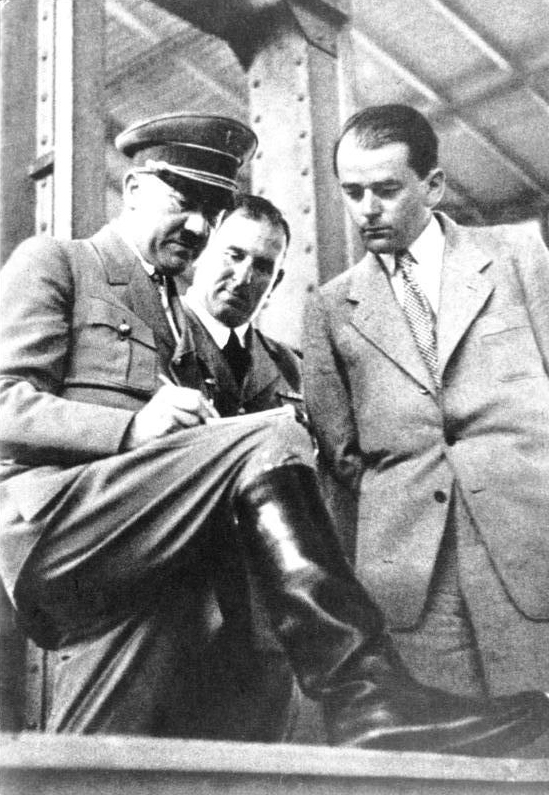
نورنبرگ، محل راهپیمایی رایش، مراحل مقدماتی ساخت، پیش از ۱۹۳۷، هیتلر (چپ) و اشپر (راست)

در ۱۹۳۷، هیتلر، اشپر را به عنوان بازرس کل ساختمان‌سازی در پایتخت رایش با رده معاون وزیر در دولت رایش منصوب کرد. این سمت با قدرتی که به همراه داشت، موقعیتی استثنایی در اختیار اشپر قرار می‌داد و اشپر را تنها به هیتلر جوابگو می‌کرد. همچنین در نتیجه آن اشپر عضوی از رایشستاگ شد، گرچه این ارگان در آن زمان قدرت کمی داشت. هیتلر به اشپر دستور داد برنامه‌هایی برای بازسازی برلین تهیه کند. برنامه‌ها بر بلوار بزرگ سه مایلی از شمال به جنوب متمرکز بود که اشپر به آن پراختشتراسه یا خیابان اهمیت می‌گفت؛ اشپر قصد داشت در انتهای شمالی خیابان، فلکسهاله، محل عظیمی برای همایش با یک کلیسای جامع را که بالغ بر ۲۱۰ متر ارتفاع و فضایی برای ۱۸۰٬۰۰۰ نفر داشت بسازد. در انتهای جنوبی خیابان تاق نصرت عظیمی با ارتفاع حدود ۱۲۰ متر قرار داشت که می‌توانست تاق پیروزی پاریس را در دهانه خود جای بدهد. آغاز جنگ جهانی دوم در ۱۹۳۹ منجر شد این برنامه‌ها به تعویق بیفتد و حتی لغو شوند. بخشی از زمین بلوار باید از سیستم راه‌آهن برلین تأمین می‌شد. اشپر ولترس را با مسئولیت ویژه پراختشتراسه به عنوان بخشی از تیم طراحی‌اش استخدام کرد. وقتی پدر اشپر طرح او برای برلین نوین را دید، به پسرش گفت: «همه شما دیوانه شده‌اید.»

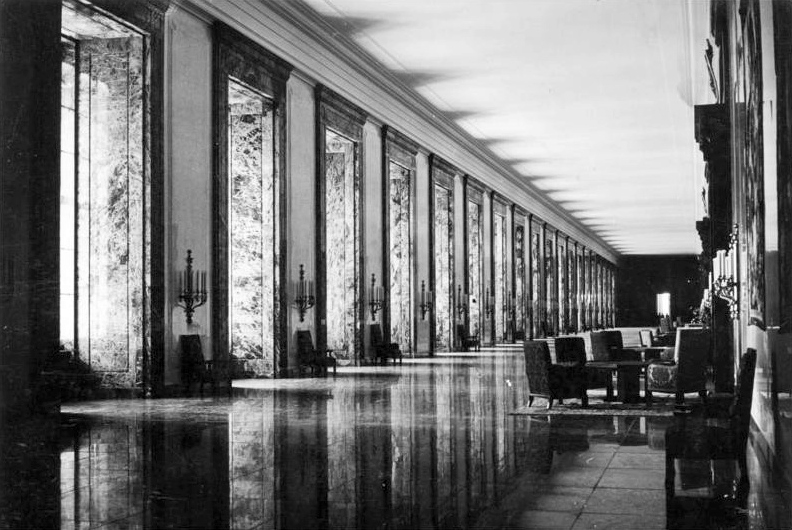
گالری مرمری صدارت عظمای نوین رایش

هیتلر در ژانویه ۱۹۳۸ از اشپر درخواست کرد یک مقر جدید برای صدارت عظمای رایش در همان مکان ساختمان موجود بسازد و گفت به دلایل فوری مربوط به سیاست خارجی، لازم است قبل از مهمانی سال نوی جدید که در ۱۰ ژانویه ۱۹۳۹ برگزاری می‌شد، آماده شود. این مسئولیت بزرگی بود زیرا ساختمان صدارت عظمای موجود کاملاً مورد استفاده بود. اشپر پس از مشورت با دستیارانش پذیرفت. گرچه محل را نمی‌شد پیش از آوریل تخریب کرد، اشپر موفق شد آن ساختمان عظیم و گیرا را در طول ۹ ماه بسازد. این ساختمان شامل «گالری مرمری» به طول ۱۴۶ متر معادل دو برابر تالار آیینه‌ها در کاخ ورسای بود. اشپر هزاران کارگر را در دو شیفت استخدام کرد. وقتی اشپر کار را دو روز زودتر از موعد مقرر با مبلمان کامل پرده‌برداری کرد، هیتلر که به پروژه سر نزده و از کیفیت آن بی‌اطلاع مانده بود، یکه خورد. ساختمان مقر صدارت عظمی درنبرد برلین در ۱۹۴۵ آسیب دید و توسط شوروی‌ها کاملاً نابود شد و سنگ آن برای یک یادبود جنگی به کار رفت.
در نوامبر سال ۱۹۳۸ در خلال پروژه صدارت عظمی، پوگروم شب کریستالی به وقوع پیوست. در این رخداد نازی‌ها با حمله به خانه‌ها و محل کار یهودیان اقدام به آتش زدن این مکان‌ها و شکستن شیشه‌های آن‌ها کردند و در جریان این وقایع ۳۰۰۰۰ یهودی در آلمان و اتریش دستگیر و به اردوگاه‌های کار اجباری تبعید شدند. اشپر در نسخه اول درون رایش سوم، هیچ اشاره‌ای به آن نکرد و تنها پس از توصیه ناشر بود که اضافه کرد خرابه‌های کنیسه مرکزی برلین را از خودرویش دیده است.

اشپر در این دوره از زندگی‌اش تحت فشار سنگین روانی بود. او بعدها به یاد آورد:
 اندکی پس از این که هیتلر اولین مأموریت بزرگ معماری را به من داد، من در تونل‌های طولانی، هواپیماها، یا در اتاق‌های کوچک از اضطراب رنج می‌بردم. قلبم شدیداً می‌تپید؛ دیافراگمم گویی سنگین می‌شد و احساس می‌کردم فشار خونم شدیداً در حال بالا رفتن است… اضطراب در میان همه آزادی و قدرتم!— مدخل خاطرات وارد شده در ۲۰ نوامبر ۱۹۴۹

### معمار زمان جنگ (۱۹۳۹–۱۹۴۲)

هیتلر در ۱۹۴۰ به همراه اشپر (چپ) و آرنو برکر مجسمه‌ساز از پاریس دیدن می‌کند

اشپر از اشغال لهستان توسط آلمان و جنگ بین‌الملل که در پی آن رخ داد پشتیبانی کرد؛ گرچه فهمید این باعث به تعویق افتادن رؤیای معمارانه‌اش خواهد شد. او در سال‌های بعد در گفتگو با زندگی‌نامه‌نویسش توضیح داد که در ۱۹۳۹ چه احساسی داشته: «قطعاً من کاملاً آگاه بودم که [هیتلر] قصد داشت بر جهان سلطه پیدا کند… در آن زمان من خواستار چیزی بهتر از آن نبودم. این هدف تمام ساختمان‌سازی‌های من بود. اگر هیتلر آرام سر جایش در آلمان نشسته بود، آن‌ها وحشت‌انگیز به نظر می‌رسیدند. تمام آنچه من می‌خواستم این بود که این مرد بزرگ بر دنیا سلطه پیدا کند.»
اشپر اداره‌اش را در اختیار ورماخت قرار داد. هنگامی که هیتلر سرزنشش کرد و گفت تصمیم‌گیری در خصوص این که کارگرانش چگونه باید مورد استفاده قرار بگیرند در حوزه اختیارات اشپر نبوده، اشپر به سادگی او را نادیده گرفت. جوخه‌های واکنش سریع برای راهسازی یا پاکسازی آوارها از نوآوری‌های اشپر بود. به زودی این واحدها برای پاکسازی مکان‌های بمباران‌شده‌استفاده شدند. با پیشرفت جنگ و موفقیت‌های ابتدایی آلمان، اشپر با اصرار هیتلر به کار مقدماتی روی برنامه‌های برلین و نورنبرگ ادامه داد ولی نتوانست او را متقاعد کند پروژه‌های زمان صلح را مسکوت بگذارد. اشپیر بر روند بنای ساختمان‌های ورماخت و لوفتوافه نظارت داشت و سازماندهی قابل ملاحظه‌ای را برای اداره این کار ایجاد کرد.
ژوزف استالین در ۱۹۴۰ به اشپر پیشنهاد کرد از مسکو دیدن کند. استالین مخصوصاً تحت تأثیر اثر او در پاریس قرار گرفته بود و می‌خواست معمار رایش را ملاقات کند. هیتلر که بین لذت و خشم گیر کرده بود، به او اجازه رفتن نداد. او از این می‌ترسید که استالین اشپر را در سوراخ موشی قرار دهد تا مسکوی جدیدی سربرآورد. هنگامی که در ۱۹۴۱ آلمان بخشی از اتحاد شوروی را اشغال کرد، اشپر با وجود اطمینان‌بخشی هیتلر مبنی بر به ثمر رسیدن تمام پروژه‌هایش برای برلین، به شک افتاد.

## وزیر تسلیحات

### انتصاب و قدرت فزاینده
در ۸ فوریه ۱۹۴۲، فریتس تت، وزیر وقت تسلیحات و مهمات، اندکی پس از به هوا خاستن هواپیمایش از وولفشانتزه در راستنبورک، به علت سقوط هواپیمایش درگذشت. اشپر که شب قبل از آن به راستنبورک رسیده بود، دعوت تت برای پرواز با او به برلین را پذیرفته بود اما ساعاتی قبل از حرکت، از پرواز خودداری کرد (اشپر در خاطراتش ذکر کرد که دلیل لغو این سفر خستگی سفر و جلسه شبانه با هیتلر بود). در روز بعد، هیتلر، اشپر را به عنوان جانشین تت در همه مسئولیت‌های او منصوب کرد. اشپر، در کتاب درون رایش سوم، جلسه‌اش با هیتلر و بی‌میلی‌اش برای پذیرفتن منصب وزارت را به یاد می‌آورد و اینکه تنها به دلیل دستور هیتلر آن را پذیرفته بود. اشپر همچنین می‌گوید هرمان گورینگ پس از شنیدن خبر مرگ تت، به امید به دست آوردن همهٔ قدرت او سریعاً به مقر هیتلر رفت. هیتلر در عوض او را در برابر عمل انجام شدهٔ انتصاب اشپر قرار داد.

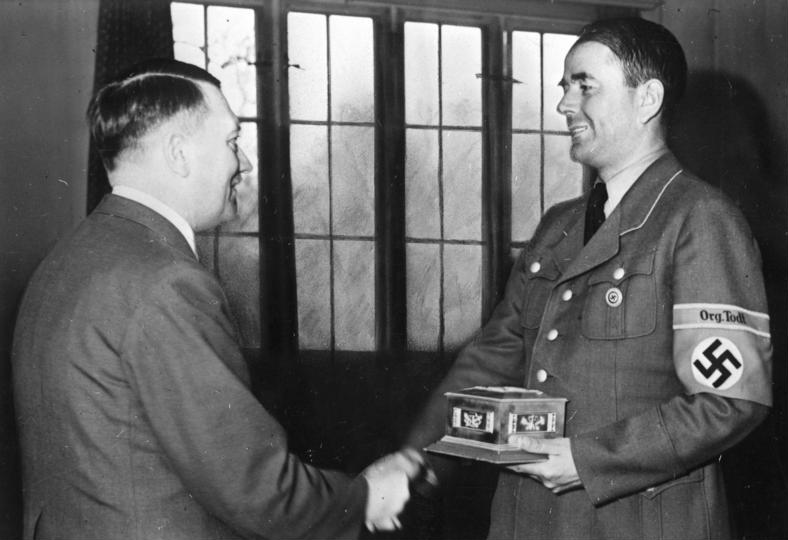
اشپر (راست) حلقهٔ ارگ. تت را از هیتلر جایزه می‌گیرد - مه ۱۹۴۳

به هنگام شروع وزارت اشپر، اقتصاد آلمان برخلاف بریتانیا آمادهٔ تولیدات جنگی نبود. کالاهای مصرفی در سطحی نسبتاً بالا همانند زمان صلح تولید می‌شدند. بیش از پنج «مقام عالی» مسئولیت تولید تسلیحات را بر عهده داشتند و یکی از آن‌ها، وزارت امور اقتصادی، در نوامبر ۱۹۴۱ اعلام کرده بود که شرایط، اجازهٔ افزایش تولید تسلیحات را نمی‌دهد. تعداد اندکی از زنان در کارخانه‌ها مشغول به کار بودند، که فقط یک شیفت کار می‌کردند. اشپر یک شب پس از انتصابش، به بازدید از یک کارخانه تولید تسلیحات در برلین رفت و دید کسی در محل حضور ندارد.
اشپر با متمرکز کردن اختیارات اقتصاد جنگی در حوزه مسئولیت خود، بر این دشواری‌ها فائق آمد. به کارخانه‌ها خودگردانی یا به قول اشپر «خود پاسخگویی» داده شد و هر کارخانه‌ای بر یک محصول متمرکز شد. او با پشتیبانی مستحکم هیتلر - که گفته بود: «اشپر، من هر چه از سوی تو بیاید را امضا می‌کنم» - حوزه تسلیحات را بر اساس سیستم سلاح تقسیم‌بندی کرد و به جای کارکنان دولتی، کارشناسان را بر نظارت هر اداره گماشت. هیچ‌یک از رؤسای اداره‌ها نمی‌توانست بالای ۵۵ سال و هیچ‌یک از معاونین نمی‌توانست بالای ۴۰ سال داشته باشند. یک کمیته مرکزی برنامه‌ریزی مافوق این اداره‌ها به ریاست اشپر وجود داشت که مسئولیت فزایندهٔ تولیدات جنگی و با گذشت زمان، خود اقتصاد آلمان را بر عهده داشت. در کنفرانسی در سرفرماندهی ورماخت در مارس ۱۹۴۲ گفته شده بود: «امروز فقط این حرف اشپر است که حساب می‌شود. او می‌تواند در همهٔ اداره‌ها دخالت کند. او از همهٔ اداره‌ها برتر است… در مجموع، گرایش اشپر از همه مهم‌تر است.» گوبلس در خاطراتش در ژوئن ۱۹۴۳ ذکر می‌کند: «اشپر هنوز با پیشوا در رأس قرار دارد. او حقیقتاً در سازمان‌دهی نابغه است.» اشپر در مقامش چنان موفق بود که تا انتهای سال ۱۹۴۳، به‌طور گسترده در بین نخبگان ناسیونال سوسیالیست به عنوان جانشین احتمالی هیتلر شمرده می‌شد.
با وجودی که اشپر قدرت زیادی داشت، بی‌شک مادون هیتلر بود. مقامات ناسیونال سوسیالیست با تقاضای دریافت دستور مستقیم از هیتلر، اشپر را دور می‌زدند. وقتی اشپر دستور داد کار ساختمانی زمان صلح متوقف شود، گاولایترها (رهبران منطقه‌ای حزب ناسیونال سوسیالیست) برای پروژه‌های دلخواه خودشان معافیت گرفتند. وقتی اشپر خواست هانکه را برای بهینه‌سازی استفاده از نیروی کار آلمان به کار برگمارد، هیتلر، تحت تأثیر مارتین بورمان، در عوض فریتس زاوکل را برگماشت. برخلاف اشپر که به افزایش نیروی کار زنان و اقدام برای سازماندهی بهتر نیروی کار آلمان علاقه داشت، زاوکل از وارد کردن کارگر از کشورهای اشغال‌شده دفاع می‌کرد. او به برنامه‌های خود جامه عمل پوشاند و با استفاده از روش‌های خشونت‌آمیز برای کارخانه‌های تسلیحات کارگر جمع‌آوری کرد.
اشپر در ۱۰ مارس ۱۹۴۳، از کارخانهٔ زیرزمینی موشک فاو-۲ی میتلورک که از نیروی کار اردوگاه بیگاری استفاده می‌کرد بازدید کرد. وضعیت به‌طوری بود که ۵٫۷ درصد نیروی کار در آن ماه مردند. اشپر که از وضعیت آنجا شوکه شده بود برای تضمین اینکه کارگران برای کار کردن در وضعیت خوبی به سر ببرند، دستور بهبود وضعیت کارگران و ساخته شدن کمپ روی زمینی دورا را صادر کرد. با وجود این تغییرات، نهایتاً نصف کارگران در میتلورک مردند. اشپر بعدها گفت: «شرایط این زندانیان در واقع بربرانه بود و هرگاه به آن‌ها فکر می‌کنم حسی از درگیری عمیق و گناه فردی مرا در بر می‌گیرد.»

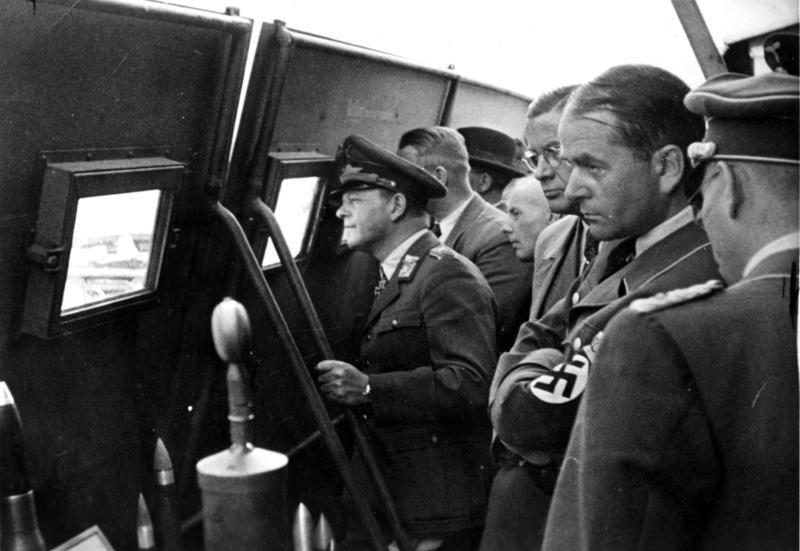
اشپر (راست، با دست بر سینه و نوار سواستیکا بر بازو) به فیلد مارشال ارهارد میلش (چپ) در جریان آزمایش اسلحه‌ها می‌نگرد.

متفقین تا ۱۹۴۳، بر آلمان برتری هوایی یافته بودند و بمباران شهرها و صنایع آلمان معمول شده بود. به هر حال، متفقین در کارزار بمباران استراتژیکشان روی صنایع تمرکز نداشتند و اهمیتی به بمباران آن‌ها نمی‌دادند و اشپر با مهارت ابتکاری‌اش می‌توانست بر خسارات بمباران فائق آید. با وجود این خسارات، تولید تانک‌های آلمان در ۱۹۴۳ بیش از دو برابر شد، تولید هواپیماها ۸۰ درصد زیاد شد، و زمان تولید زیردریایی‌های کریگسمارینه از یک سال به دو ماه کاهش یافت. در نیمه دوم ۱۹۴۴ تولید همچنان افزایش یافت و تا آن زمان تجهیزات کافی برای تأمین ۲۷۰ بخش نظامی در حال تولید بود، گرچه ورماخت فقط ۱۵۰ بخش در میدان جنگ داشت.

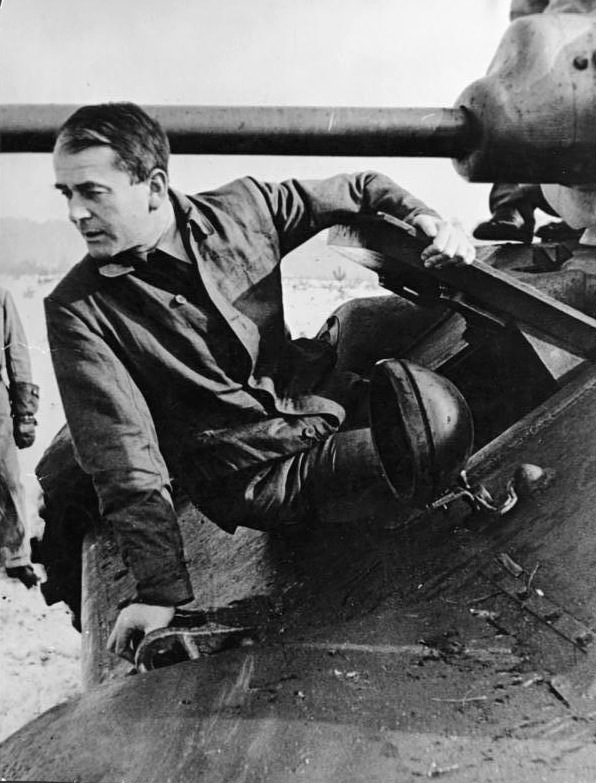
اشپر بر فراز یک تانک تی-۳۴ی شوروی.

اشپر در ژانویه ۱۹۴۴ به علت عوارض ناشی از التهاب زانو بیمار شد و سه ماه از کار به دور بود. در دوره غیبت او، رقبای سیاسی‌اش (عمدتاً گورینگ و بورمان) تلاش کردند بخشی از قدرت او را برای همیشه به خود منتقل کنند. به گفتهٔ اشپر، هاینریش هیملر، رئیس اس‌اس، سعی کرد با گماشتن کارل گبهارت پزشک شخصی‌اش، او را از نظر فیزیکی ایزوله کند، گرچه درمان او سلامتی‌اش را بهبود نداد. همسر اشپر و دوستانش پرونده‌اش را به دوستش کارل برانت منتقل کردند و او به آهستگی بهبود یافت. رقبای اشپر در آوریل موفق شدند او را از مسئولیت ساختمان‌سازی برکنار سازند و اشپر فوراً نامهٔ تلخی به هیتلر نوشت و پیشنهاد استعفا داد. فیلد مارشال ارهارد میلش که حضور اشپر را در کارهای جنگی لازم می‌دانست هیتلر را متقاعد کرد که سعی کند وزیرش را به تجدید نظر کردن مجبور کند. هیتلر میلش را با پیامی نزد اشپر فرستاد که به مناقشه اشاره نمی‌کرد و به جای آن ذکر می‌کرد که او هنوز اشپر را همچون همیشه عالی می‌داند. به گفتهٔ میلش، اشپر با شنیدن پیام، ناگهان با احساسات گفت: «پیشوا می‌تواند ماتحت مرا ببوسد!» میلش پس از یک جدل طولانی، اشپر را متقاعد کرد تا به شرط بازگردانده شدن قدرتش، وی تقاضای استعفا را پس بگیرد. اشپر در ۲۳ آوریل ۱۹۴۴ به ملاقات هیتلر رفت و او موافقت کرد که «همه چیز همان‌طور که بوده خواهد ماند، [اشپر] رئیس ساختمان‌سازی آلمان خواهد ماند.» به گفتهٔ اشپر، گرچه او در این مباحثه موفق بود، هیتلر هم برده بود، زیرا به قول خود اشپر،  «او من را در کنار خود می‌خواست و به من احتیاج داشت و توانست مرا بگیرد.»

### سقوط رایش

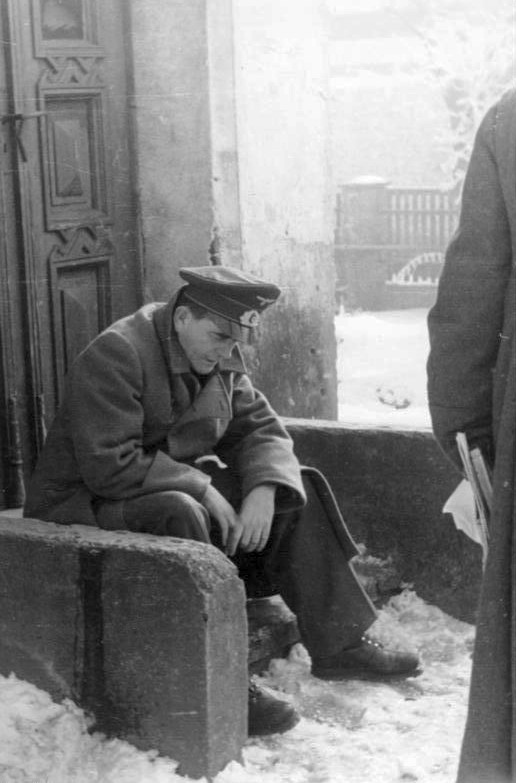
وزیر تسلیحات رایش اشپر بر پله جلوی دری استراحت می‌کند

نام اشپر در فهرستی از اعضای دولتِ پس از هیتلر که توسط توطئه‌گران عامل نقشه ترور ۱۹۴۴ هیتلر تهیه شده بود وجود داشت. در کنار نام او علامت سؤال و حاشیه‌ای با عنوان «حمایتش باید جلب شود» وجود داشت که احتمالاً او را از تصفیه‌های زیادی که پس از شکست طرح رخ داد در امان نگه داشت.
تا فوریه ۱۹۴۴، اشپر که مدت‌ها بود به این نتیجه رسیده بود که نتیجه جنگ شکست خواهد بود، در حال فعالیت برای تأمین غذا و مایحتاج برای مناطقی بود که در شرف اشغال شدن بودند تا برای زمان‌های سخت پیش رو آماده شوند. هیتلر در ۱۹ مارس ۱۹۴۵ فرمان نروی خود را صادر کرد و دستور داد چه در آلمان و چه در اراضی اشغالی سیاست زمین سوخته پی گرفته شود. دستور هیتلر، اشپر را از هرگونه اعمال قدرت و دخالت در این فرمان برکنار کرد و اشپر در مقابل هیتلر قرار گرفت و به او گفت که جنگ را باخته‌اند. هیتلر به او ۲۴ ساعت مهلت داد در خصوص مقامش تجدیدنظر کند و اشپر وقتی با او در روز بعد ملاقات کرد جواب داد: «من بی‌قید و شرط پشت شما می‌ایستم.» به هر حال او برای پیاده‌کردن فرمان نرو خواستار قدرت انحصاری بود و هیتلر فرمانی بدین منظور صادر کرد. اشپر با استفاده از این دستور، تلاش کرد ژنرال‌ها و گاولایترها را متقاعد کند از فرمان نرو سرباز بزنند و از قربانی کردن بی‌حاصل کارکنان و تخریب صنعتی که پس از جنگ مورد نیاز می‌بود جلوگیری کنند.
در حین سقوط نهایی حکومت ناسیونال سوسیالیست، اشپر توانست به محل نسبتاً امنی در نزدیکی هامبورگ برسد، ولی نهایتاً تصمیم گرفت یک بار دیگر در سفری پرریسک به برلین رفته و هیتلر را ببیند. اشپر در نورنبرگ گفت: «احساس می‌کردم وظیفه‌ام بود مثل یک بزدل فرار نکنم، بلکه بار دیگر با او بایستم.» اشپر در ۲۲ آوریل از فورربونکر دیدن کرد. هیتلر ساکت و تا حدی پریشان به نظر می‌رسید، و این دو گفتگویی طولانی و بی‌ربط داشتند که هیتلر در آن از اقداماتش دفاع کرد و اشپر را از قصدش مبنی بر خودکشی و سوزاندن پیکرش آگاه کرد. در نسخه چاپ‌شدهٔ درون رایش سوم، اشپر می‌گوید که او به هیتلر اعتراف کرده که مخالف فرمان نرو بوده، ولی هیتلر را از وفاداری شخصی‌اش مطمئن کرده، که این گفته اشک به چشم هیتلر آورده است. گیتا سرنی، زندگی‌نامه‌نویس اشپر، استدلال کرده است: «از نظر روانی ممکن است که این شکلی باشد که او رخداد را به یاد می‌آورده، زیرا این نحوی بوده که دوست داشته رفتار کند، و گونه‌ای بوده که دوست داشته هیتلر واکنش نشان بدهد؛ ولی واقعیت این است که هیچ‌یک از این‌ها رخ نداده؛ شاهد ما برای این خود اشپر است.» سرنی ادامه می‌دهد که نسخهٔ اصلی خاطرات او، همان‌طور که در مقاله یک مجله فرانسوی گفته شده فاقد اعتراف و واکنش اشک‌آلود هیتلر است و شامل نفی صریح هرگونه اعتراف یا رد و بدل کردن احساسات است.
صبح بعد، اشپر در حالی که هیتلر با او خداحافظی کوتاهی کرد فورربونکر را ترک کرد. اشپر برای بار آخر پیش از ترک برلین به مقصد هامبورگ از صدارت عظمای آسیب دیده دیدن کرد. هیتلر در ۲۹ آوریل یک روز قبل از خودکشی آخرین وصیتنامه سیاسی خود را صادر کرد که اشپر را از دولت بعدی حذف کرد. کارل زاور، زیردست خود او جایگزینش شد.
پس از مرگ هیتلر، اشپر داوطلبانه در دولت فلنسبورگ، به ریاست جانشین هیتلر، کارل دونیتس، مشغول به کار شد و نقش مهمی در آن حکومت کوتاه‌مدت داشت. آمریکایی‌ها در ۱۵ مه رسیدند و از اشپر خواستند اگر مایل است در خصوص آثار جنگ هوایی اطلاعات بدهد. اشپر پذیرفت و در طول چند روز بعد، در زمینه‌هایی وسیع اطلاعاتی ارائه کرد. دو هفته پس از تسلیم نیروهای آلمانی در ۲۳ مه، متفقین اعضای دولت فلنسبورگ را دستگیر کردند و رسماً به آلمان ناسیونال سوسیالیست پایان دادند.

## دادگاه نورنبرگ

اعضای شاخص دولت فلنسبورگ پس از دستگیریشان. کارل دونیتس (مرکز، در کت بلند تیره) و پشت سرش اشپر (بدون کلاه) و آلفرد یودل (در چپ اشپر).

اشپر به چندین بازداشتگاه دسته‌جمعی سران ناسیونال سوسیالیست برده شد و مورد بازجویی قرار گرفت. به او در سپتامبر ۱۹۴۵ گفته شد به دلیل جرایم جنگی محاکمه خواهد شد و چند روز بعد به نورنبرگ برده شد و در آنجا زندانی شد. او در خصوص هر چهار اتهام ممکن مورد تعقیب قرار گرفت: اول، به دلیل شرکت کردن در طرح یا توطئه مشترکی برای جرایم علیه صلح؛ دوم، برنامه‌ریزی، آغاز و دامن زدن به جنگ تجاوزکارانه و دیگر جرایم علیه صلح؛ سوم، جنایات جنگی و نهایتاً، جرایم علیه بشریت.

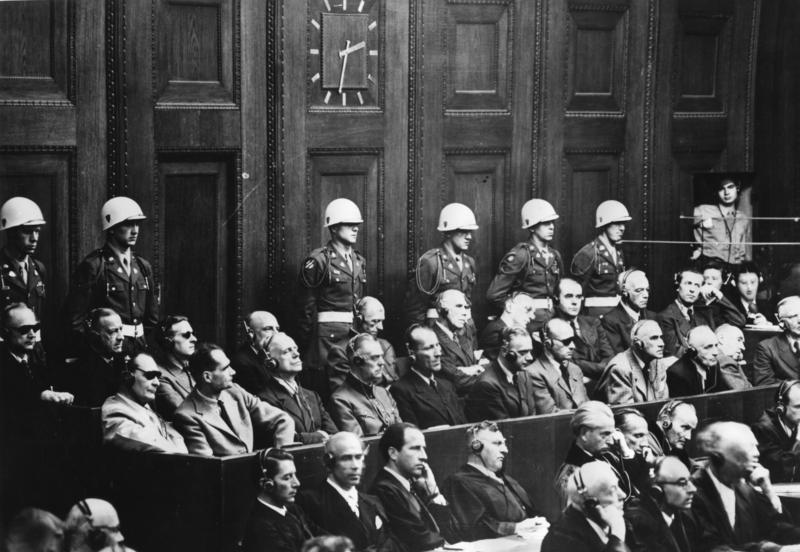
متهمان دادگاه نورنبرگ به مذاکرات گوش می‌دهند (اشپر، نشسته در ردیف بالا، پنجم از راست)

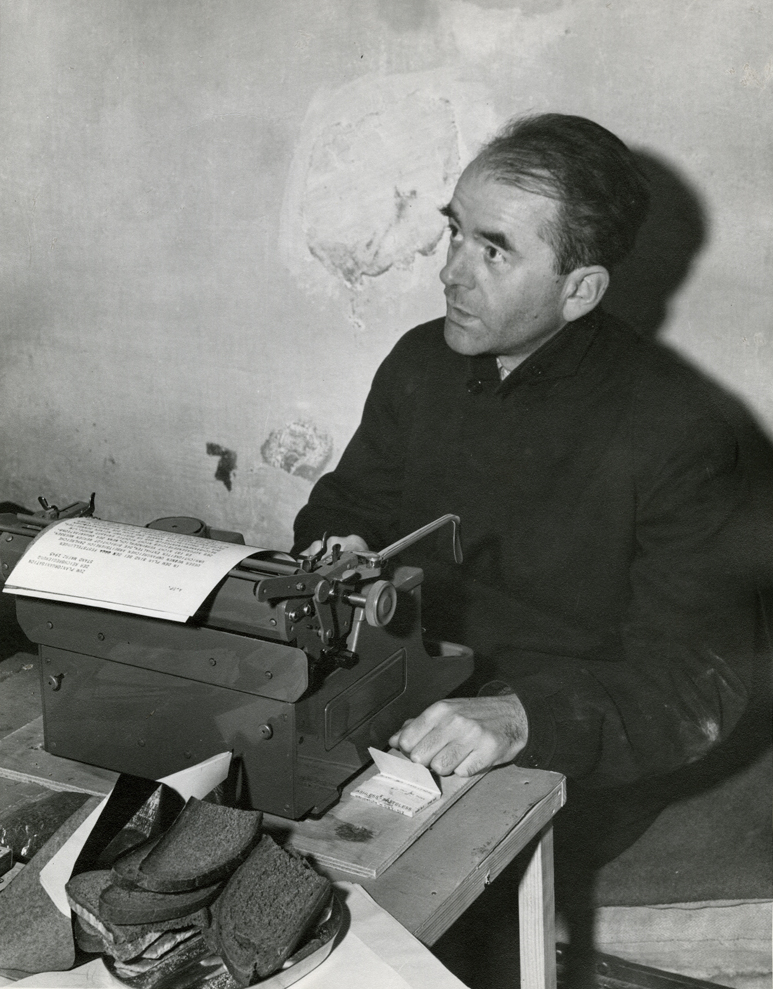
آلبرت اشپر در سلولش در نورنبرگ، در جریان محاکمات نورنبرگ در حال کار با یک ماشین تایپ

رابرت جکسن قاضی دیوان عالی ایالات متحده، دادستان عالی آمریکا در نورنبرگ اظهار داشت: «اشپر در برنامه‌ریزی و اجرای برنامه به اجبار به کار واداشتن اسرای جنگی و کارگران خارجی در صنایع جنگی آلمان شرکت جست، که خروجی‌اش در حالی افزایش می‌یافت که کارگران در گرسنگی تلف می‌شدند.» هانس فلکسنر، وکیل اشپر، او را چون هنرمندی دانست که به زور به زندگی سیاسی پرتاب شد، همواره غیر ایدئولوگ باقی‌ماند و هیتلر به او قول داده بود که پس از جنگ می‌تواند به معماری برگردد. اشپر در شهادت خود مسئولیت اقدامات حکومت ناسیونال سوسیالیستی را پذیرفت:
در زندگی سیاسی فرد مسئول حوزه مربوط به خودش است. البته، در این باره کاملاً مسئول است؛ ولی فراتر از آن، وقتی که فرد یکی از رهبران باشد مسئولیت جمعی وجود دارد. اگر نتوان نزدیک‌ترین همکاران پیرامون رئیس یک دولت را مسئول شناخت، دیگر چه کسی را می‌توان برای سیر رویدادها مسئول دانست.
ویلیام شایرر، نویسنده و روزنامه‌نگار، که به عنوان بیننده در دادگاه حضور داشته، نوشت که اشپر در مقایسه با دیگر متهمان «بی‌پرده‌ترین تأثیر را گذاشت و… در جریان محاکمه صادقانه صحبت کرد و هیچ تلاشی برای شانه خالی کردن از مسئولیت و گناهش نکرد.» اشپر همچنین شهادت داد که در اوایل ۱۹۴۵ با انداختن قوطی‌ای از گاز سمی در ورودی هوای پناهگاه هیتلر قصد داشته او را بکشد. اشپر گفت دیوار بلندی که دور ورودی هوا ساخته شده بود تلاش‌هایش را ناکام گذاشت. او در خصوص انگیزه‌اش گفت از اینکه هیتلر قصد داشت مردم آلمان را با خود به زیر بکشد ناامید شده بود. نقشهٔ ترور اشپر متعاقباً با تردید مواجه شد، و رقیب معماری اشپر، هرمان گیسلر با تمسخر گفت: «شخص دوم حکومت یک نردبان نداشت.»
اشپر به دلیل جرایم جنگی و جرایم علیه بشریت گناهکار شناخته شد گرچه از دو اتهام دیگر تبرئه شد. او در ۱ اکتبر ۱۹۴۶ به ۲۰ سال زندان محکوم شد. در حالی که سه نفر از هشت قاضی (دو شوروی و یک آمریکایی) ابتدائاً از مجازات مرگ برای او دفاع کردند، دیگر قضات چنین نکردند و توافق بر سر مجازات «پس از دو روز بحث و قدری مذاکرات پیچیده» حاصل شد.
دادگاه حکم خود را چنین اعلام کرد:
در مراحل پایانی جنگ [اشپر] یکی از معدود مردانی بود که شجاعت داشت تا به هیتلر بگوید… که جنگ را باخته‌اند و اقداماتی برای جلوگیری از تخریب بی‌دلیل زیرساخت‌های تولیدی، چه در مناطق اشغالی و چه در آلمان باید اتخاذ شود. او با خرابکاری از روی عمد با وجود ریسک قابل ملاحظهٔ شخصی با سیاست زمین سوختهٔ هیتلر مخالفت کرد.
دوازده نفر از متهمان (از جمله بورمان، به‌طور غیابی) به مرگ محکوم شده و سه نفر تبرئه شدند؛ فقط هفت نفر از متهمان به زندان محکوم شدند. آن‌ها در حین اینکه متفقین بحث می‌کردند که در کجا و تحت چه شرایطی باید نگهداری شوند، در نورنبرگ در سلول‌ها ماندند.

## دوران زندان

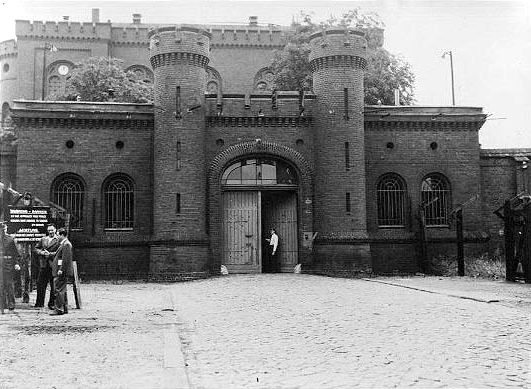
اشپر بیشتر دوران محکومیتش را در زندان اشپانداو گذراند.

در ۱۸ ژوئیه ۱۹۴۷، اشپر و شش تن از دیگر زندانیان، که همه از مسئولان ارشد پیشین حکومت ناسیونال سوسیالیست بودند، تحت حفاظت شدید از نورنبرگ به برلین پرواز کردند. زندانیان به زندان اشپانداو در بخش تحت کنترل بریتانیا در برلین غربی برده و در آنجا شماره‌گذاری شدند. به اشپر شماره پنج داده شد. زندانیان در ابتدا، جز نیم ساعت در روز را در حبس انفرادی به سر می‌بردند و اجازه نداشتند به یکدیگر یا زندانبانان اشاره کنند. با گذشت زمان و مخصوصاً طی سه ماه از چهار ماهی که سه قدرت غربی اداره امور را در دست داشتند، سختگیری‌ها کم شد؛ چهار قدرت اشغالگر بر اساس گردش ماهانه اداره امور را بر عهده داشتند. اشپر به دلیل پذیرفتن مسئولیت در نورنبرگ خود را در بین دیگر زندانیان منفور می‌دانست.
اشپر از قصد تلاش کرد از زمانش تا حد امکان به طرزی سازنده استفاده کند. او نوشت: «غرق ایدهٔ استفاده از این زمان حبس برای نوشتن کتابی بسیار مهم هستم… این می‌تواند به معنای تبدیل کردن سلول زندان به سالن مطالعهٔ دانشورانه باشد.» زندانیان از نوشتن خاطرات منع می‌شدند، و پست شدیداً محدود بود و سانسور می‌شد. به هر حال، اشپر به لطف وجود یک خدمتکار دلسوز می‌توانست نوشته‌هایش را که نهایتاً به ۲۰٬۰۰۰ صفحه رسید، به ولترس بفرستد. اشپر تا ۱۹۵۴، خاطراتش که اساسی برای درون رایش سوم شدند و ولترس در ۱٬۱۰۰ صفحه تایپ‌شده مرتبشان کرد را کامل کرده بود. او همچنین می‌توانست نامه‌ها و دستورهای مالی بفرستد و کاغذ و نامه از خارج دریافت کند. نامه‌های بسیار او به فرزندانش، که همه مخفیانه منتقل شدند، نهایتاً اساس اشپانداو: خاطرات محرمانه را تشکیل داد.
اشپر، که با انتقال کامل و مخفیانه خاطراتش پروژهٔ جدیدی می‌جست، هنگام ورزش روزانه و در حال پیاده‌روی در دوایری پیرامون حیاط زندان به ذهنش رسید با محاسبهٔ دقیق مسافت مسیر، از برلین تا هایدلبرگ را پیاده برود. او سپس ایده‌اش را به سفری دور دنیا گسترش داد و حین قدم زدن جاهایی که بدان «سفر می‌کرد» را تجسم می‌کرد. اشپر کتب راهنما و دیگر منابع در خصوص ملل را سفارش داد تا بتواند تا حد امکان تصویر دقیقی را تجسم کند. او با محاسبهٔ دقیق هر متر از مسافرتش و هم ارز قرار دادن مسافات به جغرافیای جهان واقعی، از شمال آلمان شروع کرد، پیش از ورود به سیبری از مسیری جنوبی از آسیا گذشت، سپس از تنگه برینگ گذشت و به سوی جنوب ادامه داد، نهایتاً در ۳۵ کیلومتری جنوب گوالاداخارا در مکزیک سفر ذهنیش را به اتمام رساند.
اشپر بیشتر زمان و نیرویش را وقف مطالعه کرد. گرچه زندانیان کتاب‌هایی را با خود در زمره وسایل شخصیشان می‌آوردند، زندان کتابخانه‌ای نداشت و کتاب‌ها از کتابخانه شهرداری اشپانداو فرستاده می‌شدند. از ۱۹۵۲ زندانیان می‌توانستند از کتابخانه مرکزی برلین در ویلمرسدرف هم کتاب سفارش بدهند. اشپر خواننده‌ای حریص بود و تنها در سه سال اول زندان در اشپانداو بیش از ۵۰۰ کتاب را تمام کرد. او رمان‌های کلاسیک، سفرنامه‌ها، کتاب‌هایی در خصوص مصر باستان، و زندگی‌نامه چهره‌هایی چون لوکاس کراناخ، ادوارد مانه، و چنگیز خان را می‌خواند. اشپر در ابتدا برای انجام کاری سازنده هنگام خستگی ناشی از نوشتن و بعداً برای تفریح و کار و به باغ زندان می‌رفت. به او اجازه داده شده بود باغی مطابق میلش بسازد و آنچه را که او در ابتدا «بیابان» توصیف می‌کرد به چیزی مبدل کند که فرمانده آمریکایی اشپانداو چون «باغ عدن اشپر» توصیف کرد.
حامیان اشپر مستمراً خواهان رهایی او بودند. از جملهٔ کسانی که از پایان حبس او حمایت کردند شارل دو گل، رئیس‌جمهور فرانسه، جورج بال، دیپلمات آمریکایی، جان جی مککلوی، کمیسیر عالی سابق آمریکایی و هارتلی شوکراس، دادستان سابق نورنبرگ، بودند. ویلی برانت، شهردار وقت برلین، از مدافعان سرسخت اشپر بود و از رهایی او حمایت می‌کرد و در روز آزادی‌اش برای دختر او گل فرستاد و بر اقدامات نازی‌زدایانه علیه اشپر، که می‌توانست موجب مصادره اموال او شود پایان داد. کاهش مدت محکومیت نیازمند موافقت هر چهار قدرت اشغالگر بود، و شوروی‌ها به شدت با هر پیشنهادی مخالفت می‌ورزیدند. اشپر تمام مدت محکومیتش را گذراند و در نیمه شب اول اکتبر ۱۹۶۶ آزاد شد.

## آزادی و ادامه زندگی

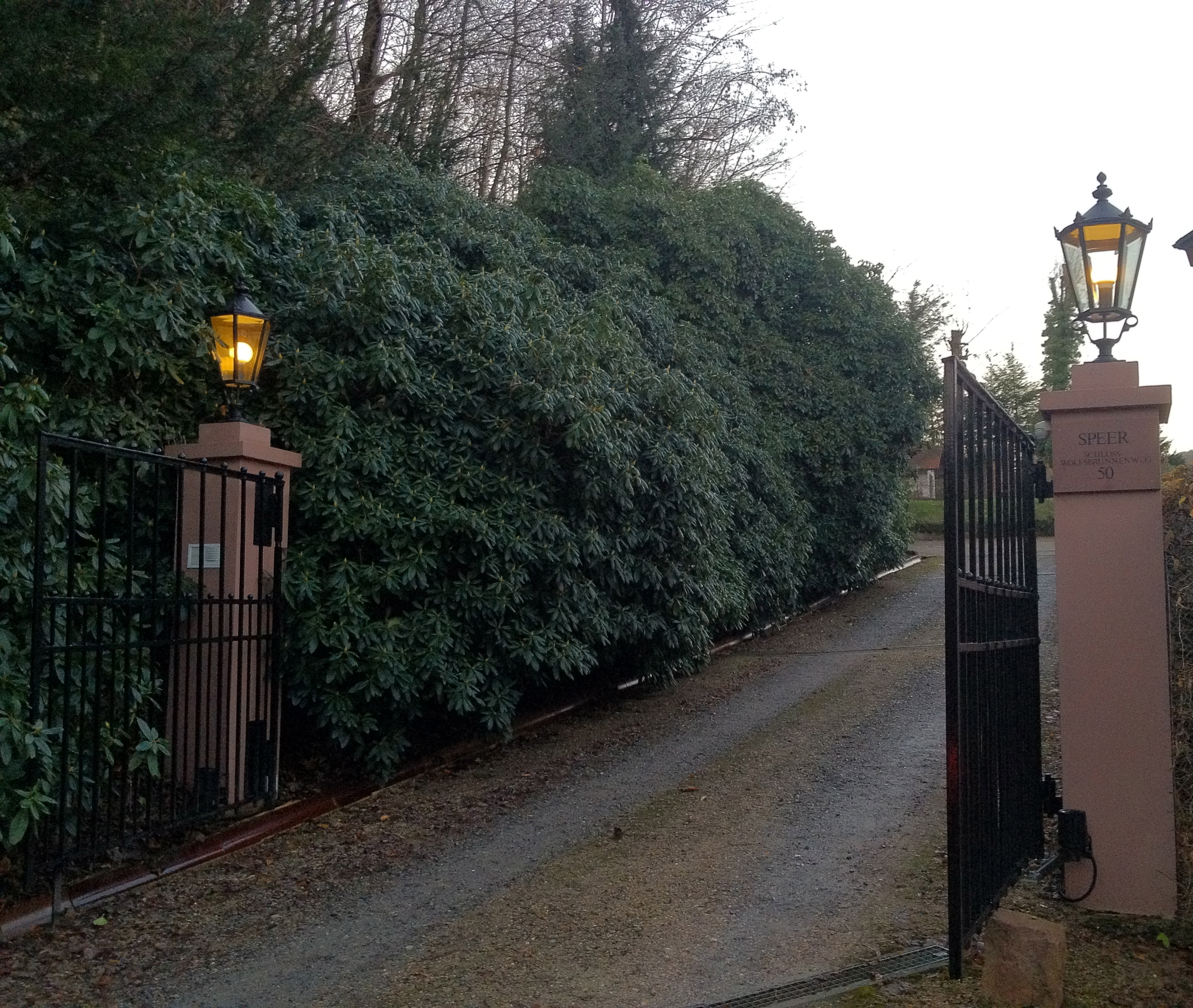
ورودی ویلای اشپر، هایدلبرگ، ۲۰۱۱

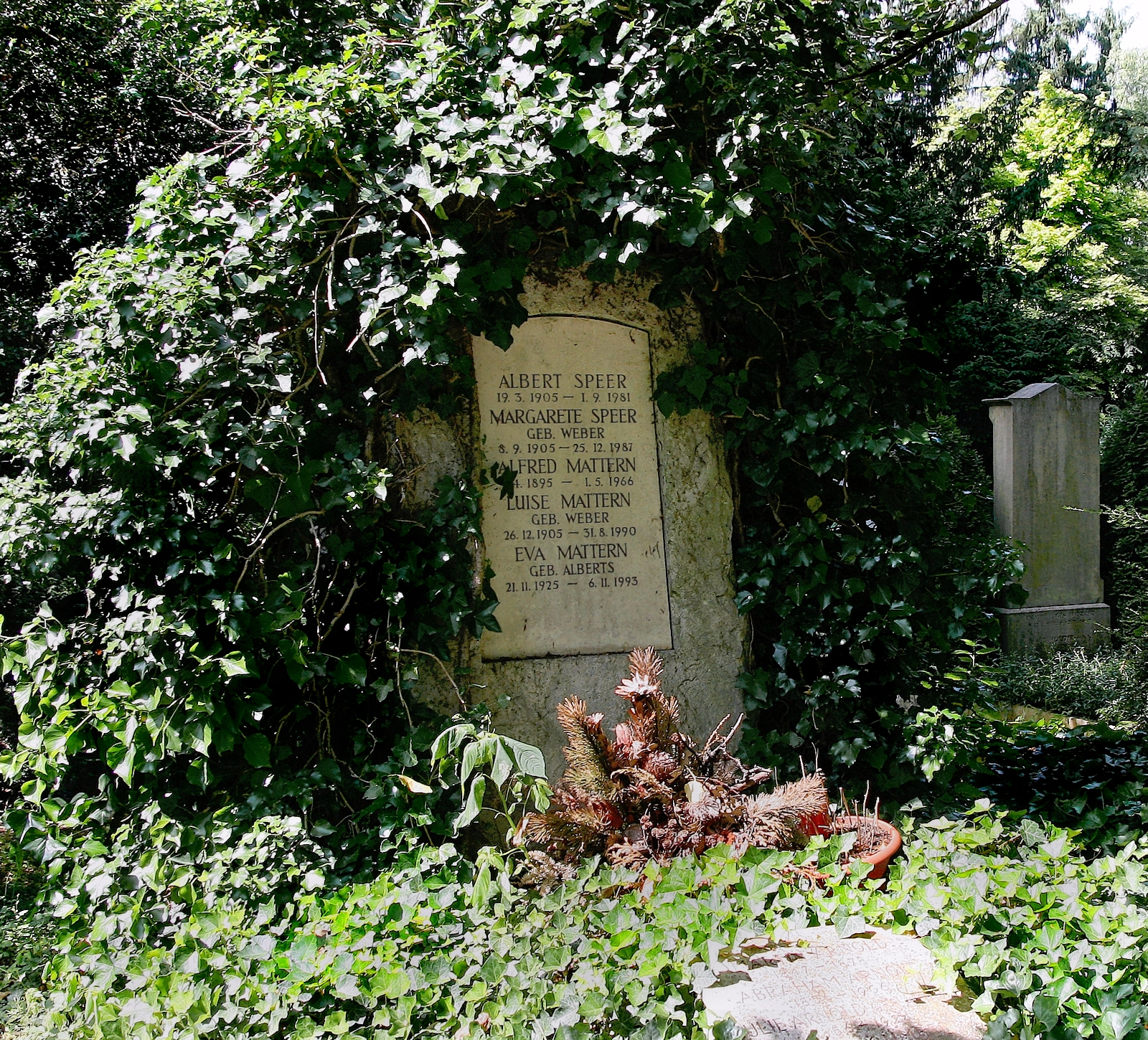
آرامگاه اشپر در هایدلبرگ

آزادی اشپر یک رخداد رسانه‌ای بین‌المللی بود و گزارشگران و عکاسان در دو سوی خیابان بیرون اشپانداو و لابی هتلی در برلین که اشپر اولین ساعات آزادی‌اش را پس از ۲۰ سال گذراند جمع شدند. او در آنجا کم صحبت کرد و بیشتر نظراتش را در مصاحبه مهمی که در نوامبر ۱۹۶۶ در اشپیگل منتشر شد بیان کرد و در آن دوباره مسئولیت جرایم حکومت ناسیونال سوسیالیست را به عهده گرفت. او برنامه‌هایش برای برگشتن به معماری (دو تن از شرکای پیشنهادی‌اش اندکی قبل از آزادی او درگذشتند) را رها کرد، نوشته‌های اشپانداو را به صورت کتاب خودزندگی‌نامه درآورد و کتاب سومی دربارهٔ هیملر و اس‌اس پژوهید و نوشت. کتاب‌های او، مهم‌تر از همه درون رایش سوم و اشپانداو: خاطرات محرمانه، نگاهی یکتا و شخصی به شخصیت‌های دوره ناسیونال سوسیالیست دارند و مورخان آن‌ها را بسیار باارزش دانسته‌اند. یوآخیم فست و ولف یوبست زیدلر از بنگاه نشر اولشتاین او را در شکل‌دادن به این آثار یاری کردند. اشپر متوجه شد نمی‌تواند رابطه‌اش را با فرزندانش، حتی با پسرش آلبرت، که او هم معمار شده بود دوباره برقرار کند. به گفتهٔ هیلده دختر اشپر، «خواهر و برادرانم یک به یک وادادند. ارتباطی وجود نداشت».
او در پی انتشار کتاب‌های پرفروشش، مبلغ قابل توجهی را به خیریه‌های یهودی اهدا کرد. به گفتهٔ زیدلر، این کمک‌ها تا ۸۰٪ حق‌التألیف او را بالغ می‌شد. اشپر کمک‌ها را به‌طور گمنام نگه داشت، از آن رو که هم از رد شدنشان و هم از اینکه ریاکار خوانده شود می‌ترسید.
وی از ۱۹۵۳، که ولترس قویاً با او که در نسخه خاطراتش هیتلر را مجرم خوانده بود مخالفت کرد. می‌دانست که با انتشار نوشته‌ها، «دوستان خوب زیادی» را از دست خواهد داد. این پیش‌بینی در پی انتشار درون رایش سوم به واقعیت پیوست و دوستان نزدیکی چون ولترس و آرنو برکر مجسمه‌ساز از او فاصله گرفتند. هانس باور، خلبان شخصی هیتلر، بیان کرد، «او باید عقلش را از دست داده باشد». ولترس او را متهم می‌کرد که اگر کسی کتابش را بخواند فکر می‌کند «با پیراهن مویین زندگی را می‌گذراند، همه ثروتش را بین قربانیان ناسیونال سوسیالیسم توزیع می‌کند و همه ظواهر و لذایذ زندگی را انکار می‌کند و با خوردن ملخ و عسل وحشی روزگار می‌گذراند».
اشپر به‌طور گسترده خود را در معرض مورخان و دیگر پرسشگران قرار داد. او مصاحبه عمیق و مفصلی در شماره ژوئن ۱۹۷۱ مجله پلی‌بوی انجام داد که در آن بیان داشت: «اگر نمی‌دیدمش، به این دلیل بود که نمی‌خواستم ببینمش». در اکتبر ۱۹۷۳، اشپر برای اولین بار با پرواز به لندن با نامی مستعار به بریتانیا سفر کرد تا با برنامه میدویک بی‌بی‌سی و لودویچ کندی مصاحبه کند. او پس از رسیدن و کشف هویتش توسط مقامات مهاجرتی بریتانیا به مدت هشت ساعت در فرودگاه هیترو بازداشت شد. رابرت کر وزیر کشور، به اشپر اجازه داد به مدت ۴۸ ساعت وارد کشور شود. اشپر، هشت سال بعد که برای حضور در برنامه نیوزنایت شبکه تلویزیونی بی‌بی‌سی در لندن به سر می‌برد، سکته کرد و در ۱ سپتامبر ۱۹۸۱ درگذشت.
او رابطه‌ای با یک زن انگلیسی متولد آلمان برقرار کرده بود و در هنگام مرگ با او بود.
اشپر حتی تا پایان حیاتش، به زیر سؤال بردن اقداماتش در دورهٔ هیتلر ادامه داد. او در آخرین کتابش نفوذ می‌پرسد: «اگر هیتلر از من می‌خواست سخت‌ترین تصمیمات را بگیرم چه پیش می‌آمد؟... تا کجا حاضر بودم بروم؟ اگر جایگاه دیگری داشتم، تا چه حد دستور قساوت می‌دادم اگر هیتلر به من دستور می‌داد؟» او سؤالات خود را بی‌پاسخ می‌گذارد.

## میراث

### میراث معمارانه

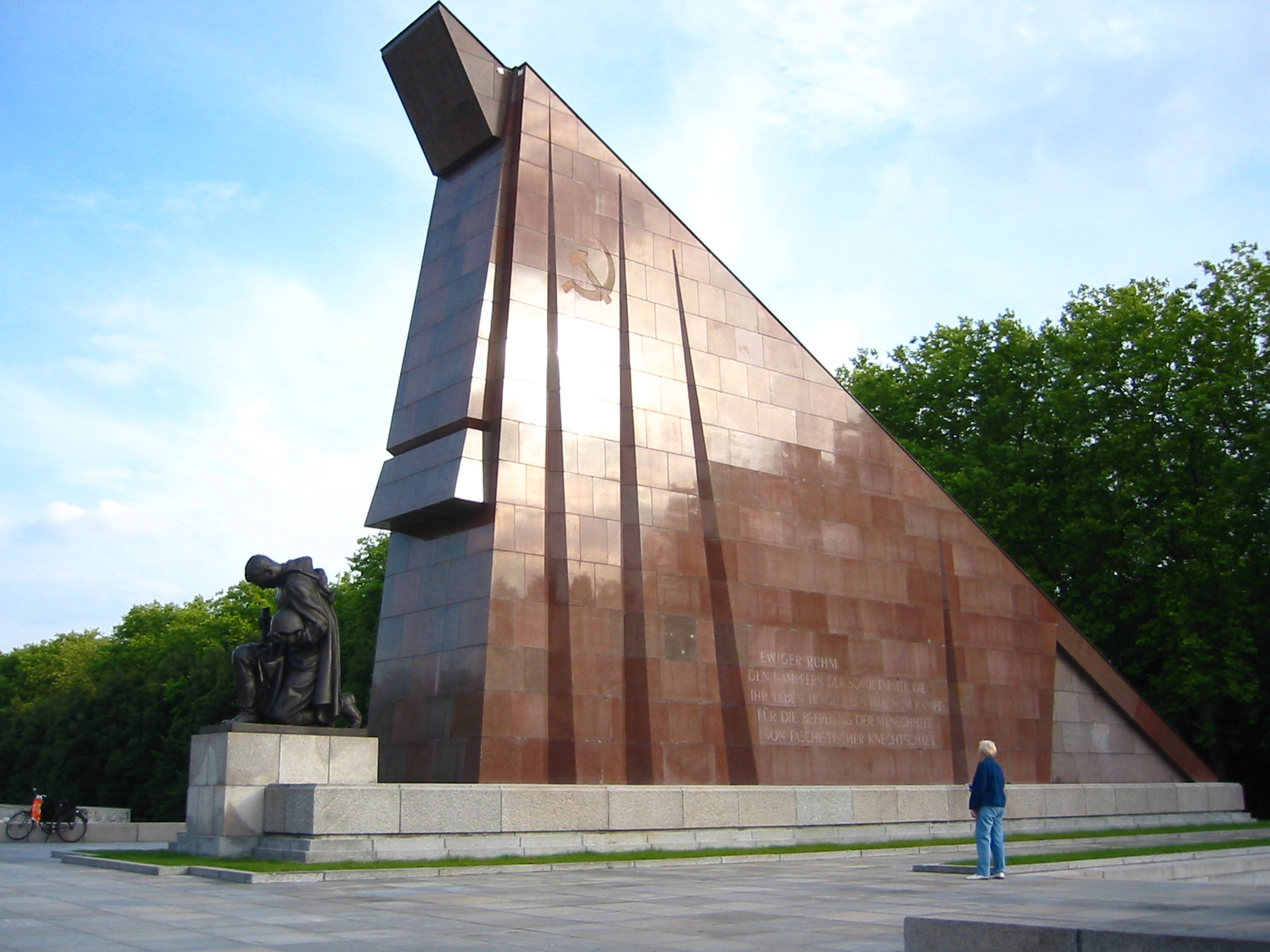
بنای یادبود جنگی شوروی، ساخته شده از مرمر صدارت عظمای اشپر

از آثار معماری شخصی اشپر به غیر از نقشه‌ها و عکس‌ها جز اندکی بر جای نمانده است، هیچ‌یک از ساختمان‌های طراحی شده توسط اشپر در دوره ناسیونال سوسیالیستی در برلین باقی نمانده‌اند؛ دو ردیف چراغ در اشتراسه دس ۱۷. یونی توسط اشپر، هنوز پابرجاست. تریبون تسپلینفلد در نورنبرگ، گرچه بخش‌هایی از آن تخریب شده، قابل ملاحظه است. در لندن اثر اشپر را می‌توان در ورودی سفارت آلمان در پادشاهی متحد که در کارلتون هاوس تریس ۷–۹ واقع شده، و او طراحی‌اش کرد مشاهده کرد. این ساختمان از ۱۹۶۷، محل جامعه سلطنتی بوده است. 
میراث دیگر آربایتسشتاب ویدراوفباو تسرشتورتر شتته (گروه کاری شهرهای تخریب شده) بود که در ۱۹۴۳ توسط اشپر برای بازسازی شهرهای بمباران شده آلمان تشکیل شد تا آن‌ها را برای زندگی در عصر اتومبیل زیستنی‌تر کند. این گروه به ریاست ولترس، شکست احتمالی در آینده را هم در محاسباتشان وارد کردند. پس از پایان جنگ توصیه‌های آربایتسشتاب بنیانی برای برنامه‌های توسعه بسیاری از شهرها شد و اعضای آن در هنگام بازسازی بسیار مشهور شدند.

## ارزیابی‌ها و جدل‌ها
ادم توز، مورخ و استاد دانشگاه ییل نگاه به اشپر به عنوان «مرد معجزه‌ای» غیر سیاسی را به چالش کشیده است. توز در کتاب سال ۲۰۰۶ خود به نام دستمزد تخریب، به پیروی از گیتا سرنی، استدلال می‌کند که تعهد ایدئولوژیک اشپر به ناسیونال سوسیالیسم بیش از آن بوده که ادعا می‌کرده است. توز ادعا می‌کند که یک «اسطوره» به اندازه کافی به چالش گرفته نشده (تا حدی پروردهٔ خود اشپر از طریق استفاده جهت‌دار از آمار و دیگر پروپاگاندا) منجر شده بسیاری از مورخان به اشپر به دلیل افزایش تولیدات تسلیحات اعتبار خیلی بیشتری بدهند و به نقش «به شدت سیاسی» به اصطلاح معجزهٔ تسلیحاتی به قدر کافی توجه نکنند: «داستان ساده نقل شده توسط اشپر، که اقتصاد جنگی آلمان تا ۱۹۴۱ حفره‌ای ناکارآمد بود که کار و مواد خام را می‌بلعید و اینکه تازه بعد از دسامبر ۱۹۴۱ بود که توسط فرمان پیشوا و رهبری برانگیختهٔ اشپر، به نیاز به بهره‌وری پی برد به روشنی یک اسطوره است و آماری که معمولاً برای پشتیبانی از این توصیف از دوره پیش از اشپر ارائه می‌شود از محک بررسی موشکافانه سالم بیرون نمی‌آید.»

### اقدامات در خصوص یهودیان
اشپر به عنوان بازرس کل ساختمانی، مسئول اداره مرکزی اسکان مجدد بود. اداره از ۱۹۳۹ از قوانین نورنبرگ برای بیرون کردن مستأجران یهودی از املاک مالکان غیریهودی به منظور اسکان دادن مستأجران غیریهودی آواره شده به دلیل بازسازی یا بمباران استفاده کرد. نهایتاً با این اقدامات ۷۵٬۰۰۰ یهودی آواره شدند. اشپر از این فعالیت‌ها آگاه بود، و از پیشرفت کارشان سؤال می‌کرد. حداقل یک یادداشت اصلی از اشپر در حال انجام چنین پرسش‌هایی و تاریخ‌نگاری فعالیت‌های اداره، که ولترس نگهداریشان می‌کرده هنوز وجود دارد.
اشپر پس از رهایی از زندان نسخه ویراسته‌ای از تاریخ‌نگاری را – که ولترس هر گونه ذکری از یهودیان را از آن زدوده بود – به آرشیو فدرال آلمان تقدیم کرد. وقتی دیوید اروینگ بین تاریخ‌نگاری ویراسته و دیگر اسناد عدم تطابق‌هایی را یافت، ولترس این وضعیت را به اشپر توضیح داد و اشپر به او توصیه کرد که صفحات مرتبط تاریخ‌نگاری اصلی «نباید دیگر وجود داشته باشند». ولترس تاریخ‌نگاری را نابود نکرد، و دوستی او با اشپر تضعیف شد و تاریخ‌نگاری را در دسترس یک دانشجوی دکترا به نام ماتیاس اشمیت (که بعد از اخذ دکترا تزش را به صورت کتابی به نام آلبرت اشپر: پایان یک اسطوره گسترش داد) قرار داد. اشپر اقدامات ولترس را یک «خیانت» و «از پشت خنجر زدن» دانست. «تاریخ‌نگاری» اصلی در ۱۹۸۳، پس از مرگ اشپر و ولترس وارد آرشیوها شد.

### اطلاع از هولوکاست
اشپر در نورنبرگ و خاطراتش گفته که هیچ اطلاعی در خصوص هولوکاست نداشته است. او در درون رایش سوم نوشت که هانکه (گاولایتر وقت سیلیزیای سفلی) به او گفته بود که هرگز نباید دعوت از بازدید از اردوگاه بیگاری در سیلزیای علیا را بپذیرد، زیرا «او چیزی در آنجا دیده که اجازه ندارد توصیفش کند و بیش از این نمی‌تواند توضیح دهد». اشپر بعدها به این نتیجه رسید که هانکه باید در خصوص آشوویتس سخن گفته بوده باشد، و خود را بابت عدم پرسشگری بیشتر از هانکه یا خواستن اطلاعات از هیملر یا هیتلر سرزنش کرد:
 وقتی در دادگاه بین‌المللی در محاکمه نورنبرگ، به عنوان یک عضو مهم رهبری رایش، گفتم که در همهٔ مسئولیت آنچه رخ داده مسئولم بیش از همه این ثانیه‌ها [وقتی که هانکه به اشپر این‌ها را گفت، ولی اشپر سؤالی نکرد] در ذهنم بود. از آن لحظه به بعد به طرز غیرقابل گریزی اخلاقاً آلوده بودم؛ از ترس کشف چیزی که ممکن بود مرا از مسیرم منحرف کند، چشم‌هایم را بسته بودم؛ از آنجایی که من در آن زمان مردود شده بودم، هنوز تا به امروز، در خصوص آشویتس با یک حس کاملاً شخصی احساس مسئولیت می‌کنم.
مجادله در خصوص اطلاع اشپر از هولوکاست، غالباً مربوط به حضور او در کنفرانس پوزن در ۶ اکتبر ۱۹۴۳ است. هیملر در آنجا طی یک سخنرانی هولوکاستی که در جریان بود را برای رهبران ناسیونال سوسیالیست تشریح کرد. او گفت: «در خصوص پاک کردن این مردم از روی زمین لازم بود تصمیم خطیری گرفته شود… در اراضی که اشغال می‌کنیم مسئلهٔ یهود تا پایان سال حل خواهد شد.» در سخنرانی بارها از اشپر یاد شده است، و به نظر می‌رسد هیملر، مستقیماً به او اشاره می‌کند. اشپر در درون رایش سوم، سخنرانی خود خطاب به مقامات را (که یک روز زودتر صورت گرفته بود) ذکر می‌کند ولی به سخنرانی هیملر اشاره نمی‌کند.

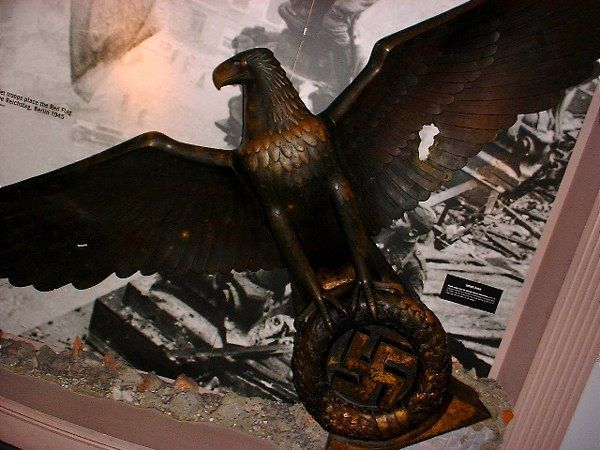
عقاب برنزی از صدارت عظمای اشپر، هم‌اکنون در موزه سلطنتی جنگ

اریک گلدهگن، مورخ آمریکایی در ۱۹۷۱، مقاله‌ای منتشر کرد که در آن استدلال کرده بود که اشپر در سخنرانی هیملر حاضر بوده است. فست در زندگی‌نامه‌اش از اشپر می‌گوید: «تهمت گلدهگن مطمئناً قانع‌کننده‌تر می‌بود» اگر اظهارات متهم‌کنندهٔ پیونددهندهٔ اشپر به هولوکاست را که در واقع ساختهٔ خود گلدهگن هستند، در نقل قول، منتسب به هیملر، قرار نمی‌داد. اشپر، در پاسخ، پس از تحقیق قابل ملاحظه در آرشیوهای فدرال آلمان در کوبلنتس، گفت او پوزن را حول و حوش ظهر (خیلی پیشتر از سخنرانی هیملر) به منظور سفر به مقر هیتلر در راستنبورک ترک کرده بوده است. اشپر در درون رایش سوم که قبل از مقاله گلدهگن منتشر شده به یاد می‌آورد که بسیاری از سران ناسیونال سوسیالیست در شب پس از کنفرانس چنان مست بودند که برای سوار شدن به قطار ویژه‌ای که قرار بود آن‌ها را به ملاقات با هیتلر ببرد نیاز به کمک داشتند. یکی از زندگی‌نامه‌نویس‌های او به نام دان فان در فات معتقد است که این الزاماً تأیید می‌کند که او باید در آن هنگام در پوزن حاضر بوده باشد، و باید سخنرانی هیملر را شنیده بوده باشد. اشپر در پاسخ به مقاله گلدهگن استدلال کرد که در هنگام نوشتن درون رایش سوم، هنگام گزارش کردن رخدادی که در کنفرانس دیگری در پوزن یک سال بعدتر از ۱۹۴۳ رخ داده بود اشتباه کرده است.
دیلی تلگراف در ۲۰۰۵ گزارش داد که اسنادی به دست آمده که نشان می‌دهد اشپر با تخصیص مواد اولیه برای توسعه آشویتس پس از اینکه دو تن از دستیارانش از آنجا در روزی که تقریباً هزار نفر از یهودیان کشته شدند بازدید کردند موافقت کرده بود. اسناد ظاهراً دارای حاشیه‌هایی به دست خط خود اشپر بودند. گیتا سرنی زندگی‌نامه‌نویس اشپر، اظهار کرده که اشپر، به دلیل حجم کاریش نمی‌توانسته شخصاً از چنین فعالیت‌هایی آگاه بوده باشد.
بحث در خصوص اطلاع اشپر یا مشارکت او در هولوکاست، او را نماد کسانی کرده که در حکومت ناسیونال سوسیالیستی نقش داشتند ولی در قساوت‌های حکومت نقش نداشتند (یا ادعا می‌کردند که نداشتند). آن طور که هاینریش برلوئر کارگردان بیان داشته: «اشپر بازاری برای مردمی درست کرد که می‌گفتند باور کنید، من چیزی دربارهٔ هولوکاست نمی‌دانستم. به دوستِ پیشوا بنگرید، او نیز چیزی دربارهٔ آن نمی‌دانسته است».

## یادداشت
1. ↑  عنوان یک مستند BBC2، (The Nazi Who Said Sorry).